# Gastronomía de Siria

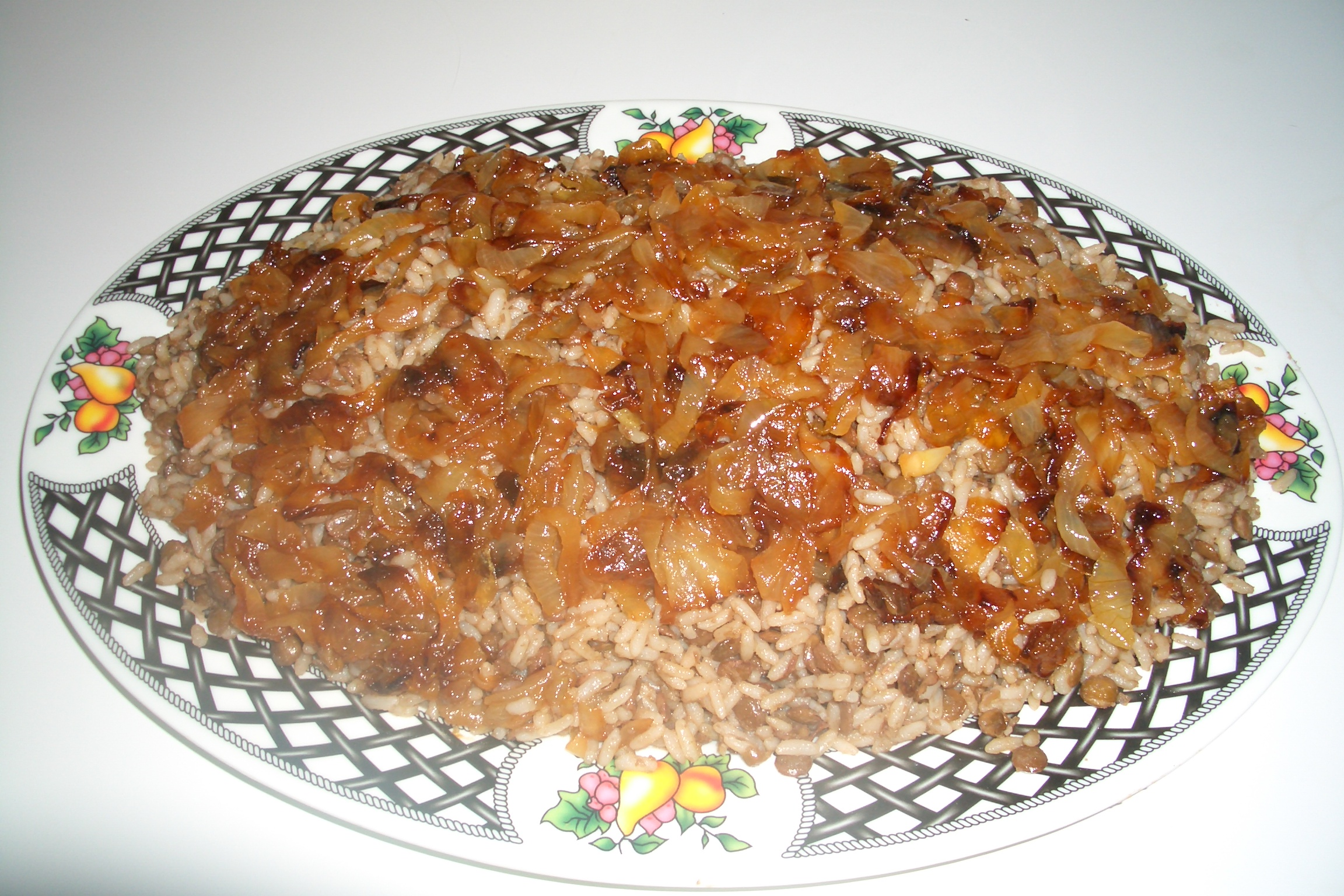
Mujaddara, plato típico de Siria.

La Gastronomía de Siria se refiere a los estilos y costumbre culinarias de los habitantes de Siria. Junto con las gastronomías del Líbano, Jordania y Palestina conforman la conocida como cocina levantina. Se puede decir que posee ciertas influencias de la cocina mediterránea y sobre todo de cocina egipcia. La cercanía de la frontera con Turquía hace que algunos platos y formas de preparación sea muy parecida.

## Platos famosos

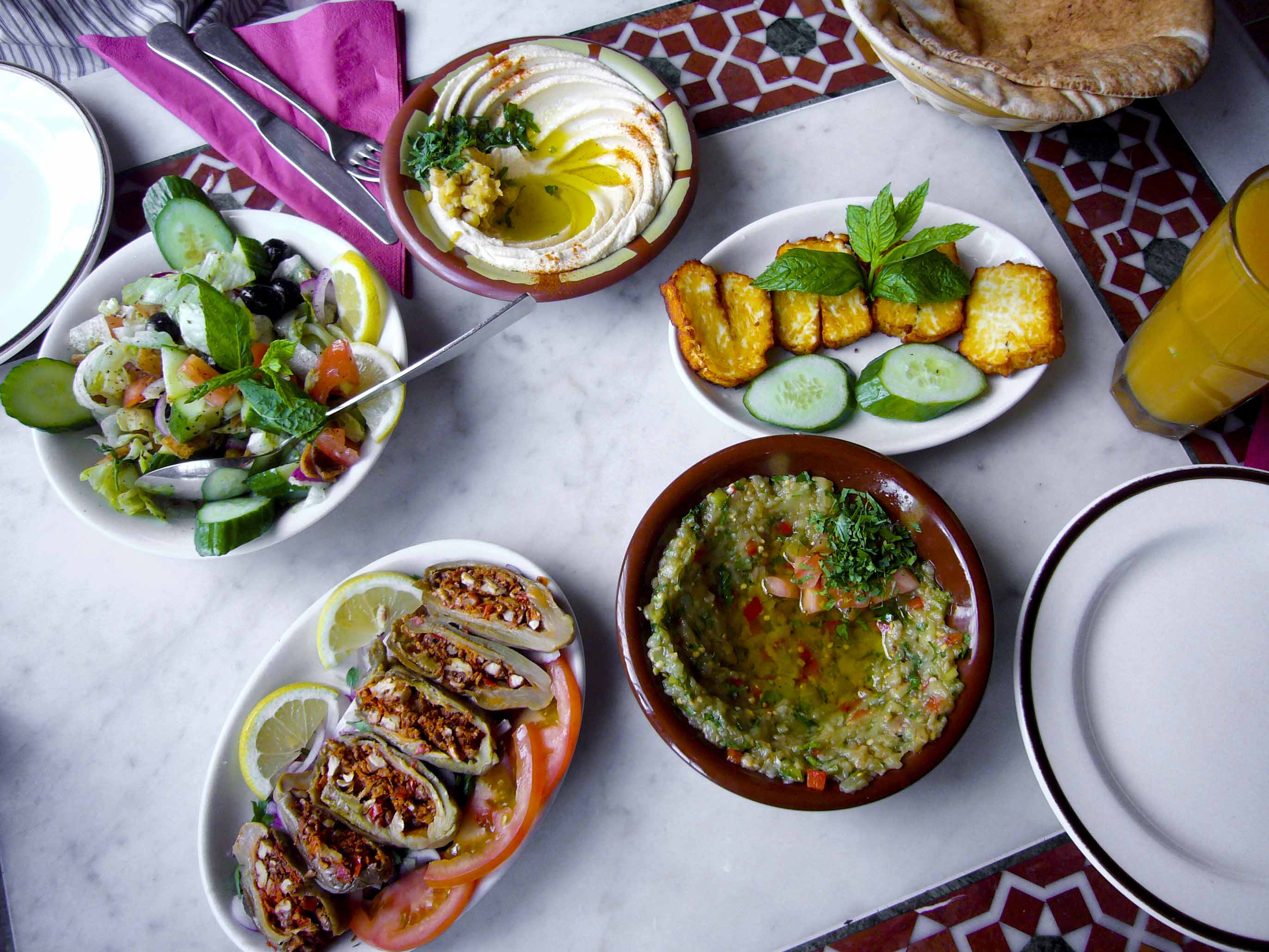
Comida siria. Desde la esquina inferior izquierda y en sentido de las agujas del reloj: makdous, ensalada siria, hummus, haloumi y baba ghanoush.

Una de las preparaciones más habituales es el empleo de pan plano de Pita (khubz), que es redondo y suele ponerse sobre él una capa de hummus, elaborando de esta forma una especie de salsa para mojar. El otro plato típico de Siria es el Baba ghanoush a base de berenjenas.

En el terreno de las ensaladas uno de los platos más populares es el tabbouleh y el fattoush. Existen platos que incluyen verduras como los pepinos rellenos (mahshe), las dolmas, los kebabs, el kibbeh, el kibbeh nayyeh, el mujaddara, y los bocadillos en forma de shawarma y shanklish. Los sirios ofrecen antes de los platos principales una especie de tapas en lo que se denomina meze (muy típico de las cocinas mediterráneas orientales). El Zataar, carne picada y queso manakish son populares como hors d'oeuvre. Los sirios son muy conocidos por sus Quesos de Siria. Una bebida muy popular es el arak. Uno de los postres más populares es el baklava, que se elabora de masa filo rellena a veces con nueces picadas o pistachos todo ello con miel.